# Relacions entre Angola i França
Les relacions entre Angola i França es refereix a les relacions bilaterals històriques i actuals entre la República d'Angola i la República francesa. Les relacions entre els dos països no sempre han estat cordials a causa de la política internacional del govern de França de donar suport als militants separatistes de la província de Cabinda i l'escàndol internacional Angolagate que va avergonyir tots dos governs exposant-ne la corrupció i el tràfic il·legal d'armes. Les relacions han millorat, però, després de la visita en 2008 del president Nicolas Sarkozy.

## Història
Agostinho Neto, líder del Moviment Popular per l'Alliberament d'Angola (MPLA), va declarar la independència de la República Popular d'Angola l'11 de novembre de 1975, d'acord amb el tractat d'Alvor. La Unió Nacional per la Independència Total d'Angola (UNITA) i el Front Nacional d'Alliberament d'Angola (FNLA) també declararen la independència de la República Social Democràtica d'Angola a Huambo i la República Democràtica d'Angola a Ambriz. El Front per l'Alliberament de l'Enclavament de Cabinda (FLEC), armat i recolzat pel govern francès, va declarar la independència de la República de Cabinda a París.

## Missions diplomàtiques
Francis Blondet era l'ambaixador francès a Angola en 2007.

## Visites d'estat
El president José Eduardo dos Santos va viatjar a França, Itàlia i Espanya, en setembre de 1984, trobant-se amb polítics i empresaris. En 1998 el president francès Jacques Chirac va visitar Angola.
El president francès Sarkozy va visitar Angola en maig de 2008. Durant la seva visita Sarkozy va dir que el seu objectiu en la seva reunió amb el seu homòleg angolès, el president dos Santos, era "donar volta la pàgina dels malentesos del passat i construir un futur basat en la confiança i en el respecte mutu."
Durant aquesta visita, Sarkozy va anunciar un fort increment de l'assistència francesa a Angola:
| « | França desitja jugar una part important en la reconstrucció d'Angola en totes les esferes, tant en infraestructures com en recursos humans. En l'àmbit de les infraestructures, gairebé ja hem decidit continuar les activitats de l'Agència Francesa de Desenvolupament (AFD) que va a finançar grans projectes en els camps de l'energia, l'aigua, el sanejament i la formació professional. L'AFD tornarà a obrir una agència a Luanda abans de finals de 2008. | » |

## Acords
Durant la visita de Sarkozy en 2008 es van signar quatre acords de cooperació i desenvolupament en els àrees de salut, sanitat, ensenyament superior i ensenyament en francès.

## Comerç i inversió
En 2008 la companyia francesa de defensa i seguretat Thales va obtenir un contracte per valor d'aproximadament 140 milions d'euros per al subministrament d'una xarxa de telecomunicacions segura per al govern d'Angola. També en 2008 el banc francès Société Générale va obrir línies de crèdit per 300 milions de dòlars estatunidencs per finançar el comerç entre ambdós països. En 2007 França va importar béns d'Angola per valor de 541 milions d'euros, la qual cosa volia dir que França era el 6è major importador d'Angola.

## Educació
El Lycée Français de Luanda és una escola internacional francesa a Luanda.